# Amsonia elliptica
Amsonia elliptica là một loài thực vật có hoa trong họ La bố ma. Loài này được (Thunb.) Roem. & Schult. mô tả khoa học đầu tiên năm 1819.

## Hình ảnh

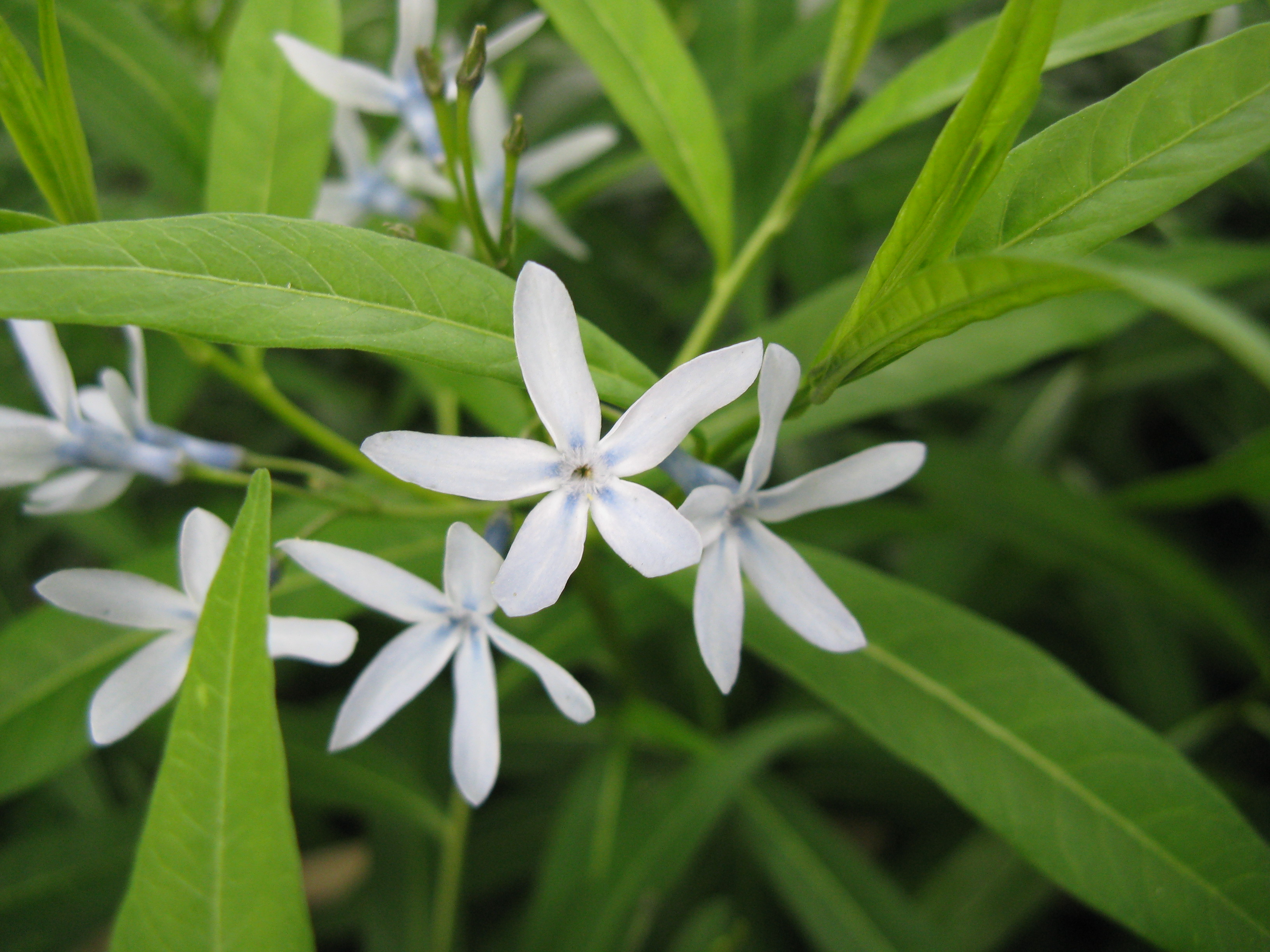
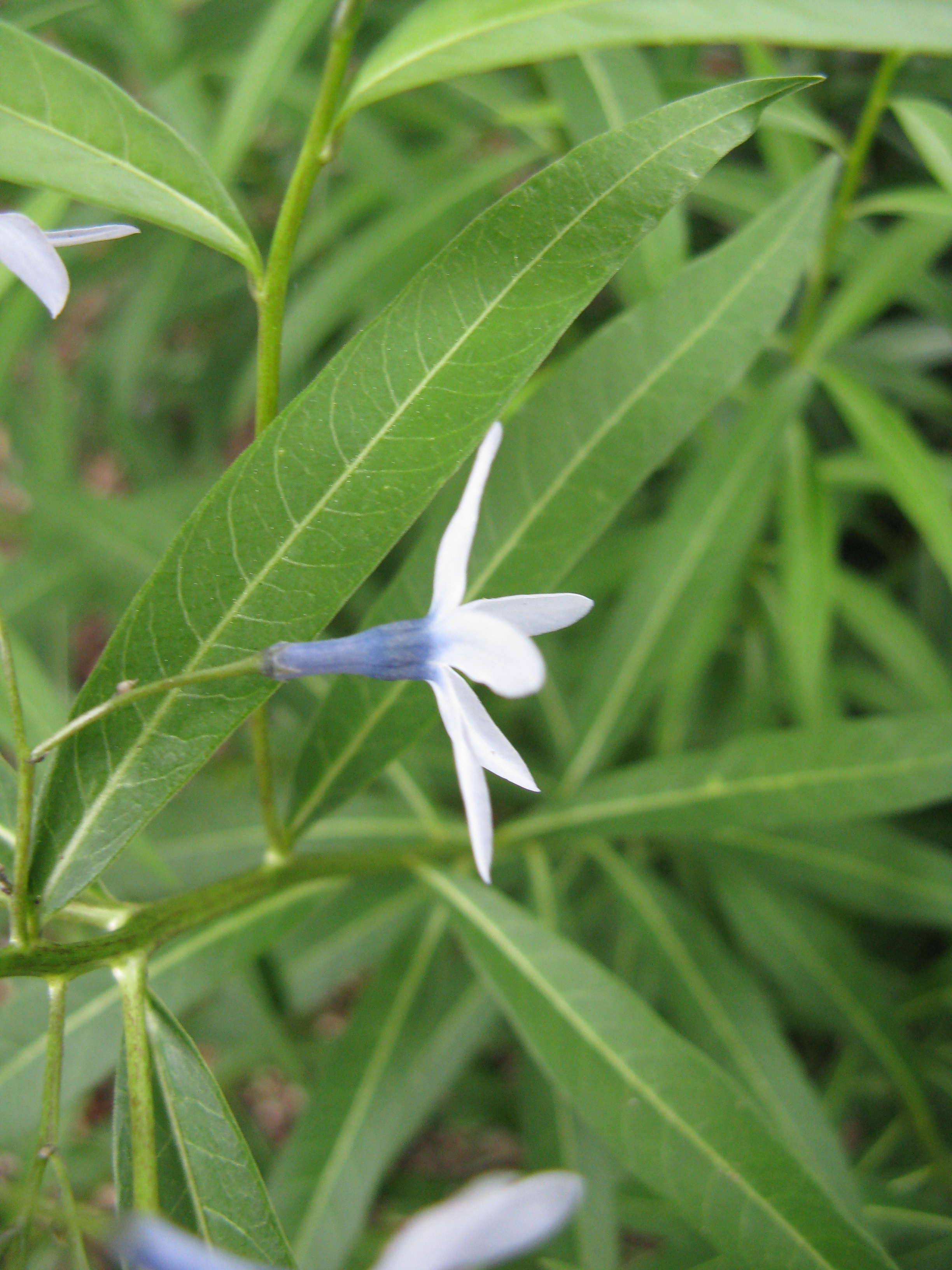